# 帕尔马 (米纳斯吉拉斯州)
帕尔马（葡萄牙語：Palma）是巴西米纳斯吉拉斯州的一个市镇。总面积317.983平方公里，总人口6118人，人口密度19.2人/平方公里。